# Gary Vaynerchuk

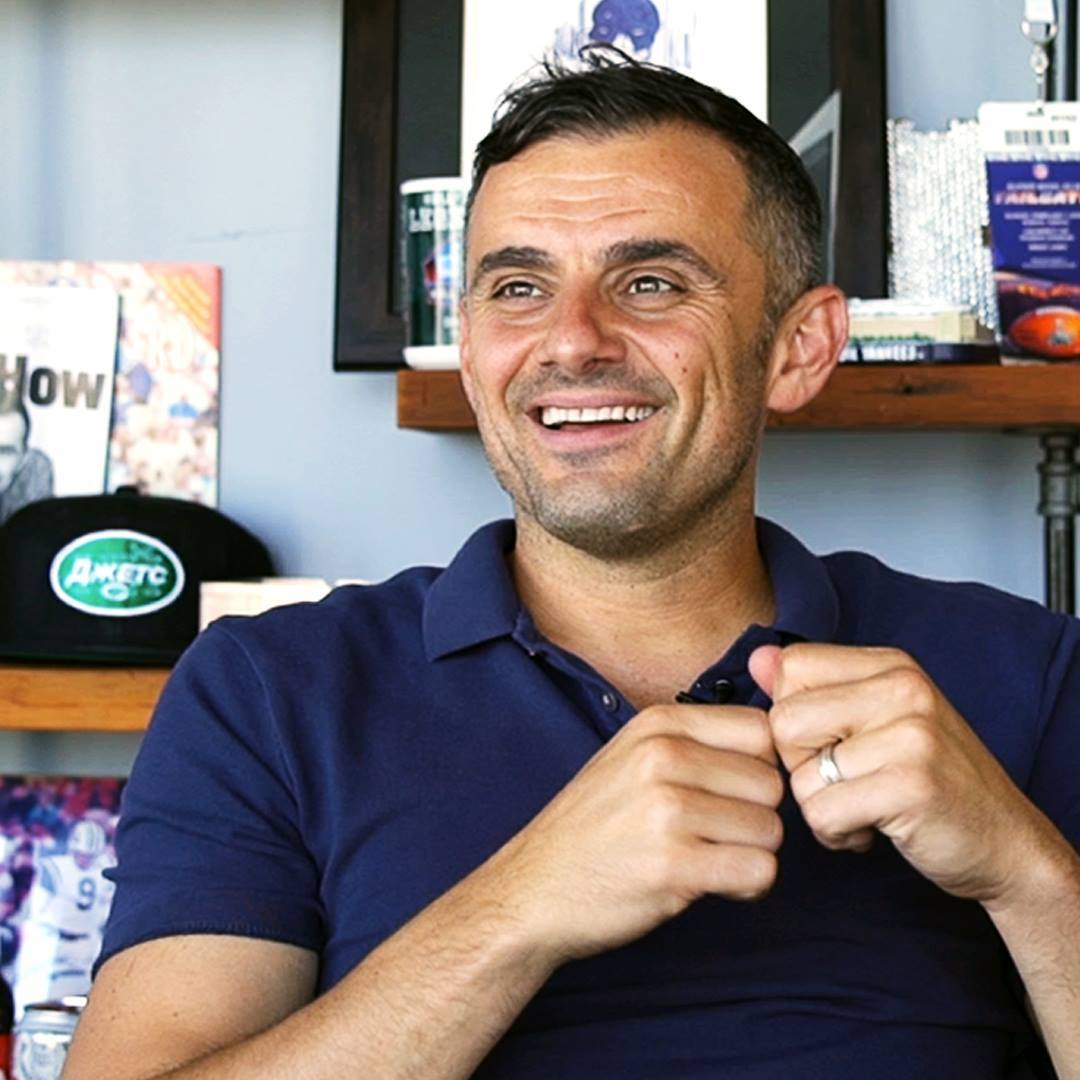
Gary Vaynerchuk

Gary Vaynerchuk (geboren als Gennady Vaynerchuk am 14. November 1975 in Babrujsk) ist ein amerikanischer Multiunternehmer, Autor, Influencer, Sprecher und international wahrgenommene Internetpersönlichkeit. Der zuerst als führender Weinkritiker bekannte Vaynerchuk ist am bekanntesten als Pionier im Bereich digitales Marketing und soziale Medien am Ruder der in New York ansässigen VaynerMedia und VaynerX. Sein YouTube-Kanal zählt 3,85 Millionen Abonnenten.
Vaynerchuk ist ein Business Angel oder Berater für Uber, Birchbox, Snapchat, Facebook, Twitter, Tumblr und anderen. Er ist regelmäßiger Hauptreferent auf globalen Konferenzen für Unternehmertum und Technologie.

## Frühe Jahre
Vaynerchuk wurde in der Sowjetunion geboren und immigrierte im Jahr 1978 mit seiner Familie in die Vereinigten Staaten, wo sie in Queens, New York lebte. Danach zog die Familie nach Edison, New Jersey, wo Vaynerchuk ein Franchise-Unternehmen mit Limonadenständen betrieb und mit Baseball-Karten handelte. Im Alter von 14 Jahren fing er im Einzelhandelsweingeschäft seiner Familie zu arbeiten an. Vaynerchuk erwarb im Jahr 1998 einen Bachelor-Abschluss vom Mount Ida College in Newton, Massachusetts.

## Karriere

### Wine Library
Nachdem er das College im Jahr 1999 abgeschlossen hatte, übernahm Vaynerchuk die täglichen Geschäfte des Ladens seines Vaters in Springfield, New Jersey, dem Shopper’s Discount Liquors. Er gab dem Laden den neuen Namen Wine Library, führte einen Online-Shop ein und im Jahr 2006 gründete er Wine Library TV, einen täglichen Webcast über Weine.
Durch die Kombination von E-Commerce, E-Mail-Marketing und Preisgestaltung steigerte Vaynerchuk bis 2005 den Umsatz des Unternehmens von 3 Millionen auf jährlich 60 Millionen US-Dollar. Im August 2011 gab Vaynerchuk bekannt, dass er zurücktreten werde, um VaynerMedia zu errichten, eine digitale Agentur, die er zusammen mit seinem Bruder im Jahr 2009 gründete.

### VaynerMedia
Im Jahr 2009 gründete Gary Vaynerchuk zusammen mit seinem Bruder AJ VaynerMedia, eine auf soziale Medien ausgerichtete digitale Agentur. Das Unternehmen bietet Dienstleistungen im Bereich soziale Medien und Strategieentwicklung für Fortune-500-Unternehmen wie beispielsweise General Electric, Anheuser-Busch, Mondelez und PepsiCo an. Im Jahr 2015 wurde VaynerMedia als eine der Topagenturen im Fachmagazin AdAge bezeichnet. Mit 600 Mitarbeitern im Jahr 2016 generierte VaynerMedia einen Umsatz von 100 Millionen US-Dollar. Das Unternehmen ist auch ein Partner von Vimeo, um Marken und Filmemacher mit digitalen Inhalten zu verbinden.

### The Gallery
Im Jahr 2017 berichtete das Wall Street Journal, dass Vaynerchuk The Gallery, ein neues Unternehmen errichtete, in dem PureWow nach dessen Akquisition durch Vaynerchuk und RSE Ventures zusammen mit anderen Medien und Unternehmen mit kreativen Inhalten integriert wurden. PureWow-CEO Ryan Harwood ist CEO von The Gallery. Ein Schwesterunternehmen der digitalen Agentur VaynerMedia, Marketing Dive, schrieb über PureWow, dass das Unternehmen durch die „Zusammenführung mit VaynerMedia Zugang zu gesteigerten Videokapazitäten für die internen Teams und Ressourcen erhält.“

## Investitionen
Vaynerchuk tätigte eine Reihe von Investitionen als Business Angel, wie z. B. in den Frauenverlag PureWow im Jahr 2017. Er investierte außerdem in Uber, Facebook, Twitter, Venmo und Dutzende weitere Startup-Unternehmen.

### VaynerRSE
Nach dem Ausstieg aus Tumblr und Buddy Media gründete Vaynerchuk VaynerRSE als einen 25-Millionen-Dollar-Investmentfonds mit RSE Ventures’ Matt Higgins mit Unterstützung des Eigentümers der Miami Dolphins, Stephen Ross. Der Fonds hat seinen Schwerpunkt auf Verbrauchertechnologie und agiert als ein Gründerzentrum zusätzlich zur herkömmlichen Investition als Business Angel.

### BRaVe Ventures
Im Jahr 2014 ging Vaynerchuk eine Partnerschaft mit den sozialen TV-Unternehmern Jesse Redniss und David Beck ein, um BRaVe Ventures zu gründen. Die Firma berät Fernsehnetzwerke über neueste Technologien, finanziert und stellt Gründungsunterstützung für Startups im Bereich der neuesten Multi-Screen-Technologien und Technologien für soziale Netzwerke bereit. Im November 2016 berichtete das Variety, dass Turner Broadcasting System das Beratungsunternehmen von BRaVe Ventures übernommen habe, um Geschäfte und Strategien für deren Flaggschiffmarken zu entwickeln, TBS und TNT.

### VaynerSports
Im Jahr 2016 investierte Vaynerchuk in die Sportagentur Symmetry und gründete VaynerSports, um eine Komplettservice-Repräsentation für Athleten anzubieten. Im Jahr 2017 nahm VaynerSports NFL-Teilnehmer, einschließlich Jalen Reeves Maybin und Jon Toth, unter Vertrag.

## Medien

### Planet of the Apps
Im Februar 2017 gaben Apple und Propagate die Einführung von Planet of the Apps bekannt, einer Reality-TV-Serie mit wiederkehrender Besetzung, zu der Vaynerchuk, will.i.am und Gwyneth Paltrow gehören. Beschrieben als Shark Tank trifft auf American Idol, evaluieren Vaynerchuk und sein Team in der Show die Pitches von App-Entwicklern, die um eine Investition wetteifern. Das Ensemble der Serie schloss sich Product Hunt für eine Tour nach Austin, San Francisco, Los Angeles und New York an.

### DailyVee
DailyVee ist eine tägliche Videodokumentarfilmserie auf Youtube, die das Leben von Vaynerchuk als Vater, Geschäftsmann und CEO schildert. Die Serie begann im Jahr 2015 und Vaynerchuk zeichnet live auf, interviewt andere und strahlt Investorenversammlungen und Strategiesitzungen von VaynerMedia aus. In der Serie setzt Vaynerchuk Strategien von sozialen Medien um, insbesondere über Snapchat, um soziales Medienmarketing zu demonstrieren.

### The GaryVee Audio Experience
Die GaryVee Audio Experience ist ein Podcast, indem verschiedene Medienquellen von Gary Vaynerchuk weiterverbreitet und zusammengestellt werden (#AskGaryVee Show, Keynote Präsentationen über Marketing und Business, DailyVee Videoreihen, sowie Interviews, auf denen Vaynerchuk zu hören ist). Zudem werden speziell für den Podcast neue Audioaufnahmen aufgezeichnet. Der Podcast startete 2014 und ist auf zwölf Plattformen Verfügbar, unter anderem iHeart Radio, iTunes und Spotify.

### Die #AskGaryVee Show
Im Jahr 2014 startete Vaynerchuk die #AskGaryVee Show auf YouTube mit seinem persönlichen Team zur Produktion von Inhalten. In der Show beantwortet Vaynerchuk Fragen von Twitter und Instagram und reagiert auf charakteristische und improvisierte Weise. Die Fragen der Show, die meist Unternehmertum, Familie und geschäftliche Themen betreffen, werden vorab vom Produktionsteam gescreent, aber vor der Show nicht von Vaynerchuk angesehen. Die AskGaryVee Show inspirierte das vierte Buch von Vaynerchuk: AskGaryVee: One Entrepreneur’s Take on Leadership, Social Media, and Self-Awareness.

### Wine Library TV
Vaynerchuk moderierte von 2006 bis 2011 einen Video-Blog auf Youtube mit dem Titel Wine Library TV (WLTV oder The Thunder Show) mit Weinbesprechungen, Weinproben und Weintipps. Die Show hatte im Februar 2006 ihr Debüt und wurde täglich im Laden Wine Library in Springfield, New Jersey, produziert. Vaynerchuk erschien auf der Titelseite der Dezember-Ausgabe 2008 des Magazins Mutineer, womit die „Mutineer Interview“-Serie gestartet wurde. Prominente Gäste waren unter anderen Jancis Robinson, Heidi Barrett, Kevin Rose, Timothy Ferriss, Jim Cramer von CNBC's Mad Money, Wayne Gretzky und Dick Vermeil.
Nach 1.000 Episoden beendete Vaynerchuk die Show im Jahr 2011 und ersetzte sie durch einen Video-Podcast, The Daily Grape. Im August 2011 gab Vaynerchuk auf Daily Grape bekannt, dass er sich von den Weinvideoblogs zurückziehen werde.

### Wine & Web
Im Jahr 2010 startete Vaynerchuk Wine & Web im Satellitenradio Sirius XM. Das Programm der Show kombiniert neue Weinproben in einem Segment mit dem Titel „Wine of the Week“ mit Gadgets, Trends und Startups im Segment „Web of the Week“.

## Autor

### Crush It!
Im März 2009 unterzeichnete Vaynerchuk einen Vertrag über 10 Bücher mit HarperStudio für mehr als 1.000.000 US-Dollar und gab das erste Buch im Oktober desselben Jahres heraus: Crush It! Why Now is the Time to Cash in on your Passion. In den ersten Wochen nach dem Erscheinen stieg Crush It! auf die #1 der Amazon-Bestsellerliste für Web-Marketing-Bücher. Es erschien auf dem zweiten Platz der Bestsellerliste von New York Times Hardcover Advice und auf der Bestsellerliste des Wall Street Journal. Crush It! wurde in ReadWrite, CBS News und Psychology Today vorgestellt. Crush It! war außerdem unter den ersten Büchern, die auf der Vook-Plattform veröffentlicht wurden.

### Die Thank you Economy
Im Jahr 2011 erreichte das zweite Buch von Vaynerchuk, „The Thank you Economy“, den zweiten Platz auf der Bestsellerliste von New York Times Hardcover Advice. „Die Thank you Economy“ bespricht die Zahlen und weichen Faktoren, die erfolgreiche Beziehungen zwischen Unternehmen und Verbrauchern fördern.

### Jab, Jab, Jab, Right-Hook
Im Jahr 2013 veröffentlichte Vaynerchuk sein drittes Buch, „Jab, Jab, Jab, Right Hook: How to Tell Your Story in a Noisy Social World“, beim Verlag Harper Business. Durch das Hervorheben von Kampagnen und Strategien, die sowohl erfolgreich auf allen wichtigen sozialen Medienplattformen ausgeführt wurden oder fehlschlugen, zeigt das dritte Buch von Vaynerchuk Social-Media-Marketing-Strategien und -Taktiken, die Unternehmen vermeiden oder einsetzen sollten. „Jab, Jab, Jab, Right-Hook“ hatte einen Einstieg auf der Liste der Wirtschaftsbücher des Wall Street Journal und stand an vierter Stelle der Bestsellerliste von New York Times Hardcover Advice.

### AskGaryVee: One Entrepreneur’s Take on Leadership, Social Media, and Self-Awareness
Im März 2016 veröffentlichte Vaynerchuk sein viertes Buch, „AskGaryVee: One Entrepreneur’s Take on Leadership, Social Media, and Self-Awareness“, beim Verlag Harper Business, Teil von HarperCollins. Basierend auf Vaynerchuks Youtube-Serie #AskGaryVee, stellte Vaynerchuk die besten Fragen und Antworten aus dieser Youtube-Show in einem Roman mit Themen wie Selbsterkenntnis, Elternschaft und unternehmerische Aktivität zusammen. #AskGaryVee ist der vierte New-York-Times-Bestseller von Vaynerchuk.

## Anerkennung

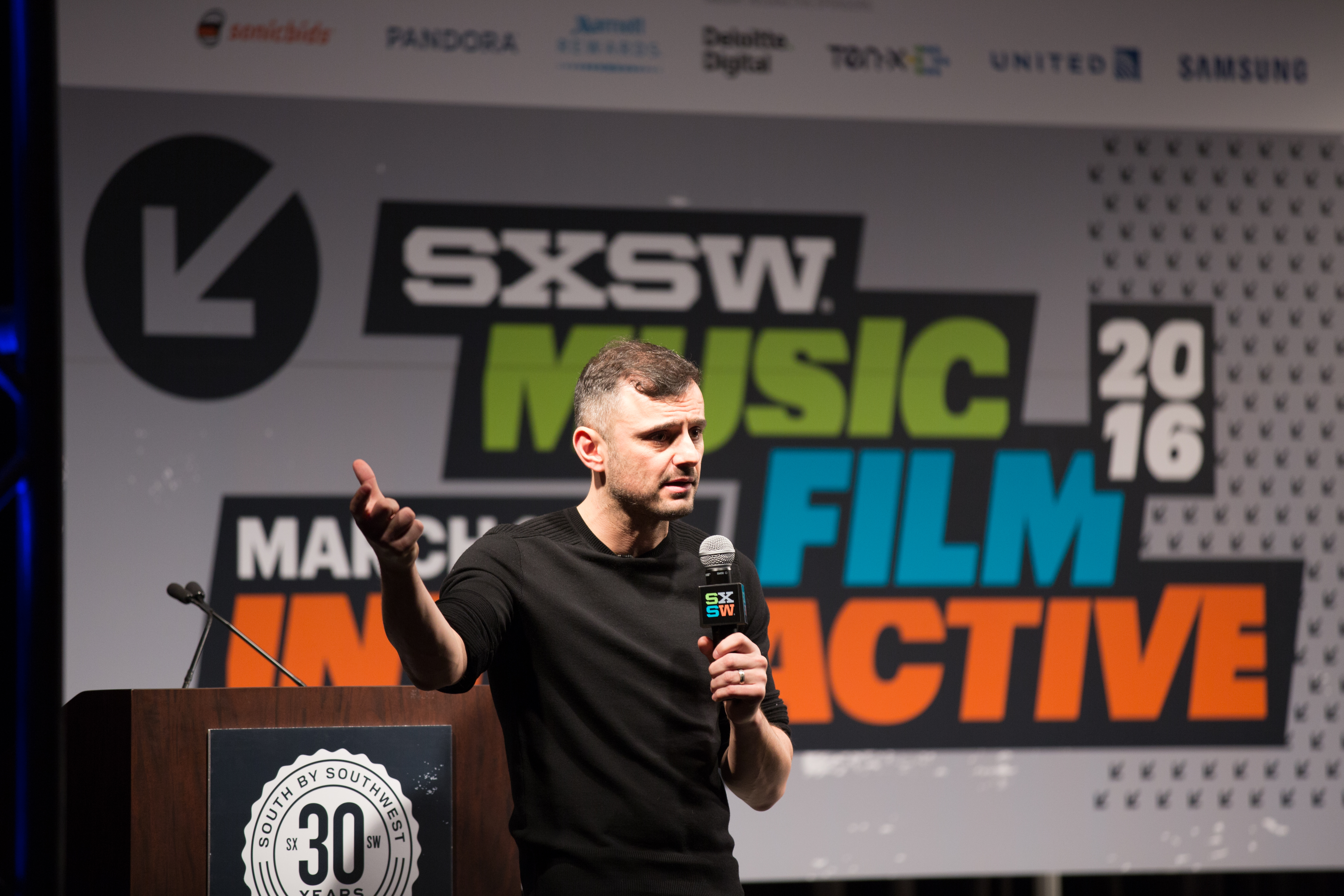
Vaynerchuk spricht im South by Southwest im Jahr 2016

Vaynerchuk wurde in der New York Times, dem Wall Street Journal, in der GQ und in der Time besprochen, und er erschien in der Talkshow Late Night mit Conan O’Brien und Ellen. In den 2000ern wurde Vaynerchuk als „der erste Weinguru im YouTube-Zeitalter“ beschrieben, „der neue Superstar der Weinwelt“, und von Rob Newsom, einem Weinhersteller im US-Bundesstaat Washington, „außer Robert Parker, wahrscheinlich der einflussreichste Weinkritiker der Vereinigten Staaten“. Im Jahr 2003 verlieh das Magazin Market Watch Gary Vaynerchuk die Auszeichnung „Market Watch Leader“, was ihn zum jüngsten Empfänger dieser Auszeichnung machte. Im Juli 2009 setzte Decanter Vaynerchuk auf die Nummer 40 der „Power List“, der Liste der einflussreichsten Personen in der Weinindustrie mit der Anmerkung, dass er „die Macht des Bloggens repräsentierte“.
Im Jahr 2011 nahm das Wall Street Journal Vaynerchuk in seine Liste von Twitter’s Small Business Big Shots auf und Bloomberg’s Business Week setzte ihn auf ihre Liste der 20 Personen, denen jeder Unternehmer folgen sollte. Im Jahr 2013 erschien Vaynerchuk auf der Titelseite der Novemberausgabe des Magazins Inc. mit dem Bericht „How to Master the 4 Big Social-Media Platforms“ („Wie meistert man die 4 großen sozialen Medienplattformen“).
Im Jahr 2014 wurde er zu einem der Fortune’s 40 unter 40 ernannt und als Jurymitglied in den Miss-America-Schönheitswettbewerb aufgenommen. Im Jahr 2015 wurde er als Crain’s New York Business 40 unter 40 genannt und auf die Liste von Inc. der „Top 25 Social Media Keynote Speakers You Need to Know“ („Top 25 Hauptreferenten über soziale Medien, die Sie kennen müssen“) gesetzt. Im Jahr 2016 war Vaynerchuk ein Juror für die Genius Awards.

## Bibliografie
- #AskGaryVee: One Entrepreneur's Take on Leadership, Social Media, and Self-Awareness Hardcover (2016) ISBN 0062273124
- Jab, Jab, Jab Right Hook: How to Tell Your Story in a Noisy Social World, Harper Business (2013), ISBN 1594868824
- The Thank You Economy, Harper Business (2011) ISBN 0061914185
- Crush It!: Why NOW Is the Time to Cash In on Your Passion (2009) ISBN 0061914177
- Gary Vaynerchuk's 101 Wines: Guaranteed to Inspire, Delight, and Bring Thunder to Your World (2008) ISBN 1594868824